# Вітмарсюм (Нідерланди)
Вітмарсюм (нід. Witmarsum) — село в нідерландській провінції Фрисландія. Входить до муніципалітету Південно-Західна Фрисландія.
Його площа становить 12,78км², а населення станом на 2021 рік складало 1 675 осіб.
Перша згадка про населений пункт датується 13-им сторіччям.

## Визначні уродженці
- Менно Сімонс (1496–1561) — лідер анабаптистського руху в Нідерландах у XVI століття[2]

## Галерея

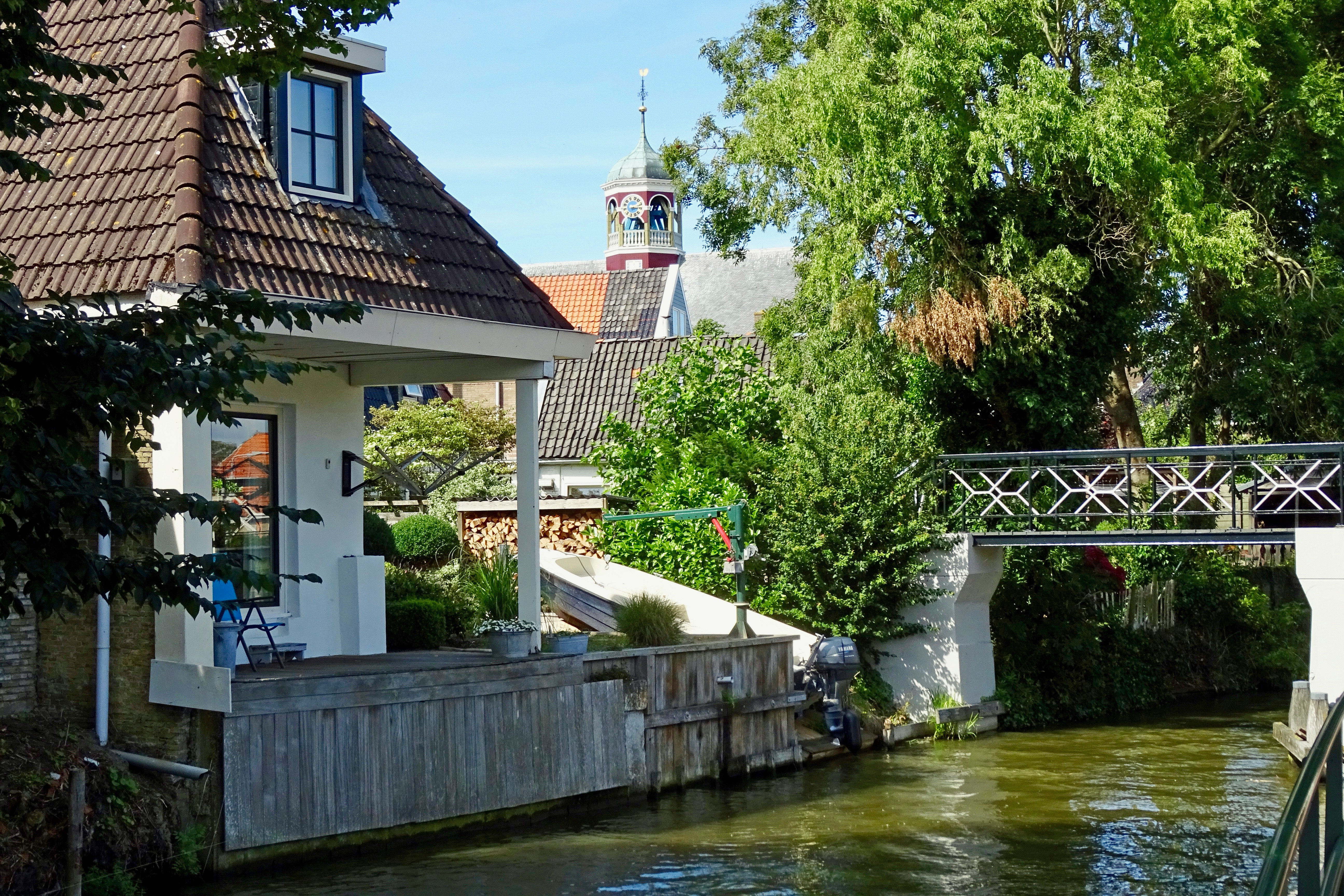
Вид на канал
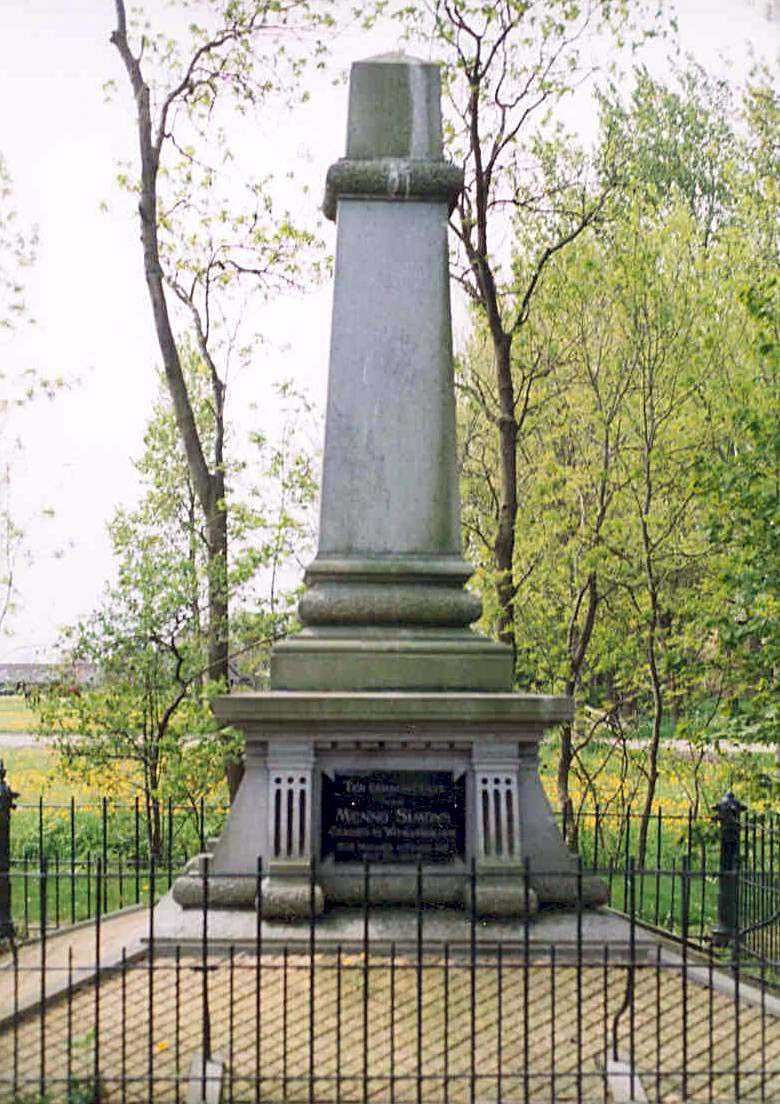
Пам'ятник Менно Сімонсу
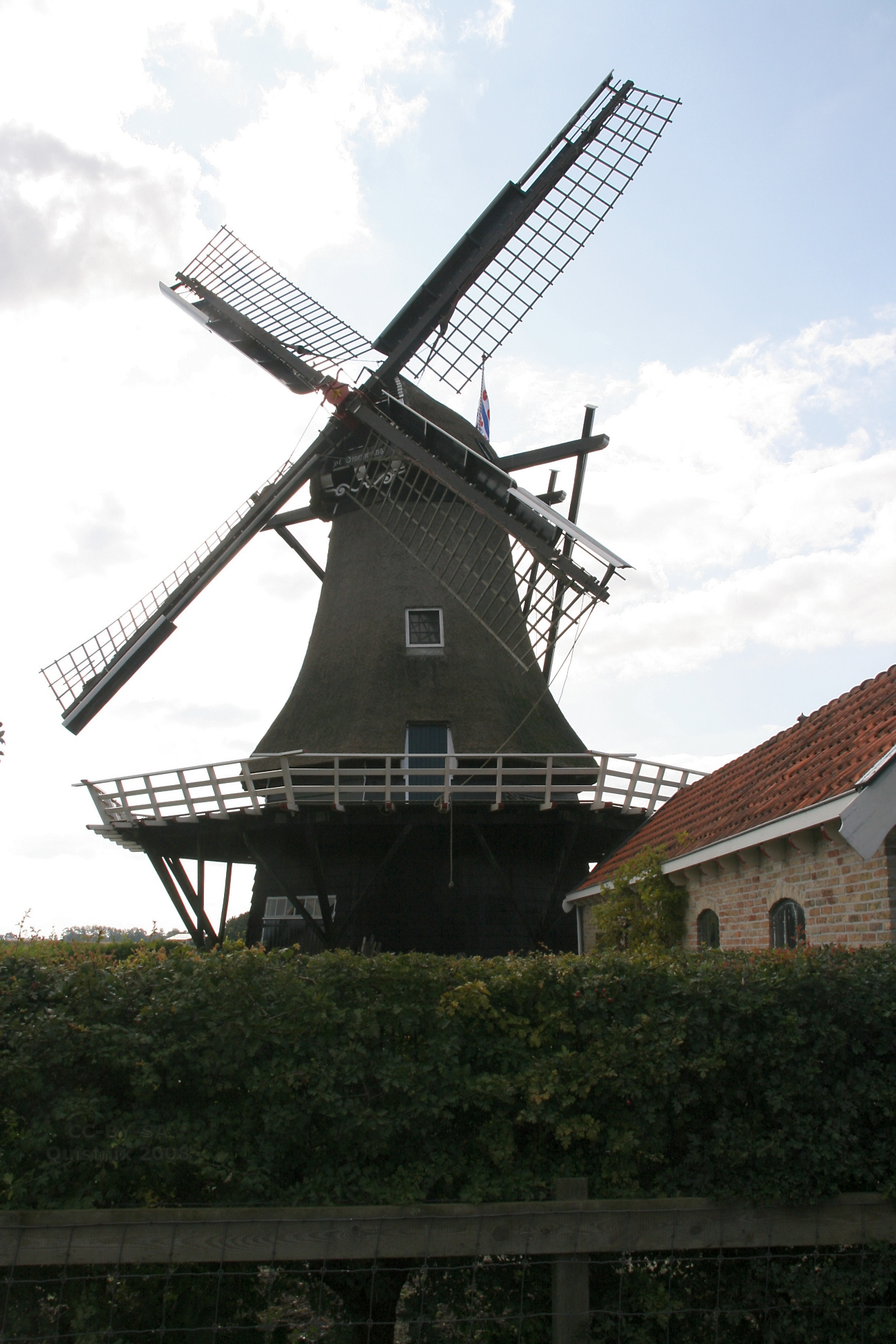
Вітряк De Onderneming
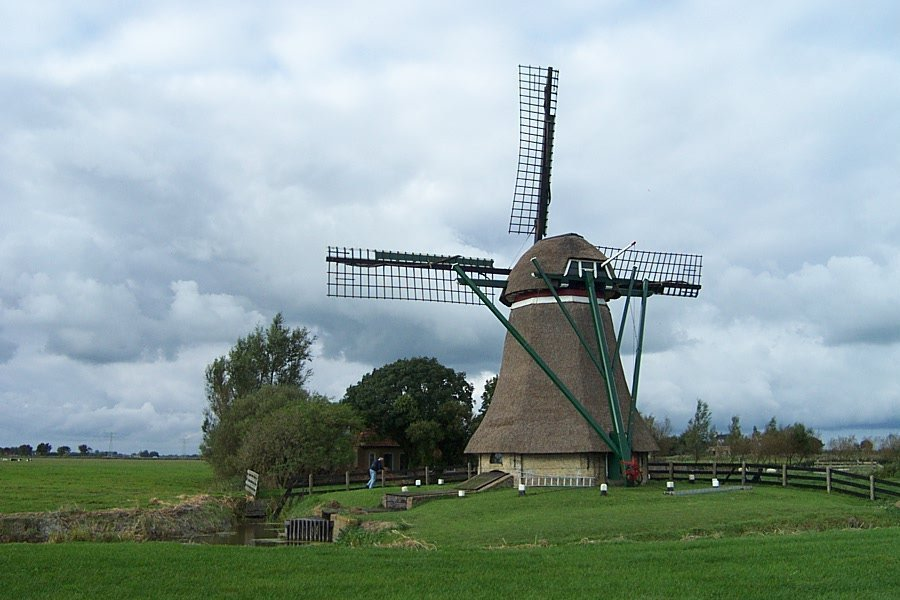
Вітряк De Pankoekstermolen